# 乾化
乾化（911年五月—913年正月）是后梁太祖朱全忠的第二個年号，共计3年。乾化二年六月郢王朱友珪即位後沿用該年號。后梁末帝朱友贞复用乾化年号（913年二月—915年十月）；吴越太祖錢鏐亦用后梁太祖乾化年号（913年二月—915年十月）。闽太祖王審知亦用此年号（911年五月—915年七月）。

## 改元
- 開平五年——五月一日，有制書改元乾化元年。[4][5][6]
- 乾化二年——六月二日，郢王朱友珪殺後梁太祖。六月五日，朱友珪即位。[7][8][9]
- 乾化三年——正月二十一日，朱友珪改元鳳曆元年。[10]二月十七日，朱友珪自盡，朱友貞即位，恢復使用乾化三年。[11][12][13]
- 乾化五年——十一月九日，改元貞明元年。[14][15][16]

## 纪年對照表
| 乾化 | 元年  | 二年  | 三年  | 四年  | 五年  |
| ---- | ----- | ----- | ----- | ----- | ----- |
| 公元 | 911年 | 912年 | 913年 | 914年 | 915年 |
| 干支 | 辛未  | 壬申  | 癸酉  | 甲戌  | 乙亥  |

## 同期存在的其他政权年号
- 中國
  - 天佑（909年－923年）：晉—李存勗之年號
  - 天复（901年－922年）：岐—李茂貞之年號[17]
  - 天祐（904年－919年）：吳—楊行密、楊渥之年號
  - 天寳（908年－912年）：吳越—錢鏐之年號
  - 永平（911年－915年）：前蜀—王建之年號
  - 天祐（907年－916年）：契丹—耶律阿保機之年號
  - 同慶（912年－966年）：于闐—尉遲烏僧波之年號
  - 始元（910年－914年）：大長和—鄭仁旻之年號
  - 天瑞景星（915年－916年）：大長和—鄭仁旻之年號
- 朝鮮半島
  - 正開（901年—936年）：後百濟—甄萱、甄神劍之年號
  - 聖冊（905年－911年）：後高句麗—弓裔之年號
  - 水德萬歲（911年－914年）：後高句麗—弓裔之年號
  - 政開（914年－918年）：後高句麗—弓裔之年號
- 日本
  - 延喜（901年－922年）：平安時代—醍醐天皇之年號

## 深入閱讀
- 李崇智. . 北京: 中華書局. 2004年12月. ISBN 7101025129.
- 鄧洪波. . 臺北: 國立臺灣大學東亞經典與文化研究計劃. 2005年3月  [2022-01-03]. ISBN 9789860005189. （原始内容 (pdf)存档于2007-08-25）. （页面存档备份，存于）